# George H. Busby
George Henry Busby (* 10. Juni 1794 in Davistown, Greene County, Pennsylvania; † 22. August 1869 in Marion, Ohio) war ein US-amerikanischer Politiker. Zwischen 1851 und 1853 vertrat er den Bundesstaat Ohio im US-Repräsentantenhaus.

## Werdegang
George Busby besuchte die öffentlichen Schulen seiner Heimat. Im Jahr 1810 zog er mit seinem Vater nach Royalton in Ohio, wo er im Handel arbeitete. Während des Britisch-Amerikanischen Kriegs von 1812 war er Major der Staatsmiliz. 1823 zog er in das Marion County und wurde dort einer der Gründer der Stadt Marion. Beruflich war er auch in seiner neuen Heimat im Handel tätig. Außerdem arbeitete er in den 1820er Jahren als Gerichtsdiener. Zwischen 1831 und 1835 war er als Notar (Recorder of Deeds) angestellt. Politisch schloss er sich der Demokratischen Partei an.
Bei den Kongresswahlen des Jahres 1850 wurde Busby im elften Wahlbezirk von Ohio in das US-Repräsentantenhaus in Washington, D.C. gewählt, wo er am 4. März 1851 die Nachfolge von John K. Miller antrat. Da er im Jahr 1852 auf eine erneute Kandidatur verzichtete, konnte er bis zum 3. März 1853 nur eine Legislaturperiode im Kongress absolvieren. Diese waren von den Ereignissen im Vorfeld des Bürgerkrieges geprägt.
Nach seiner Zeit im US-Repräsentantenhaus arbeitete George Busby wieder im Handel. Zwischen 1853 und 1855 gehörte er dem Senat von Ohio an. Von 1866 bis zu seinem Tod amtierte er als Nachlassrichter im Marion County. Er starb am 22. August 1869 in Marion, wo er auch beigesetzt wurde.